# Андо, Момофуку
Момофуку Андо (яп. 安藤 百福 Андо: Момофуку, при рождении Го Пек-Хок, 5 марта 1910, Пуцзы, Японская империя — 5 января 2007, Икеда, Осака) — изобретатель и бизнесмен, основавший компанию Nissin Foods. Он известен как изобретатель лапши быстрого приготовления и создатель торговых марок Top Ramen и Cup Noodles.
В опросе общественного мнения в Японии, проведённом в 2000 году, изобретение Момофуку Андо лапши быстрого приготовления назвали главным японским изобретением XX века.

## Биография
Родился 5 марта 1910 года на Тайване, который тогда находился под властью Японии, в китайской семье. Его воспитывали бабушка и дедушка, которые владели небольшим магазином текстильных изделий, что и побудило его в возрасте 22 лет основать свою первую компанию.
В 1933 году Андо отправился в Осаку, где основал компанию по пошиву одежды, одновременно изучая экономику в университете Рицумэйкан. После Второй мировой войны он стал натурализованным гражданином Японии.
В 1948 году Андо был осуждён за уклонение от уплаты налогов и отсидел два года в тюрьме. В автобиографии он рассказал, что предоставлял стипендии студентам, а это в то время квалифицировалось как уклонение от уплаты налогов. Утратив свою компанию в результате цепной реакции банкротства, Андо основал компанию Nissin в Икеда, Осака, которая начиналась как небольшая семейная компания по производству соли.
Поскольку в послевоенное время Япония всё ещё страдала от нехватки продовольствия, Министерство здравоохранения пыталось склонить людей есть хлеб из пшеничной муки, которую поставляли США. Андо поставил перед чиновниками вопрос, почему хлеб рекомендуют вместо лапши — более привычной для японцев пищи. Ему ответили, что компании по производству лапши слишком малы и к тому же нестабильны, чтобы удовлетворить потребности в поставках. Поэтому Андо решил самостоятельно развивать производство лапши. Он занялся этим, руководствуясь убеждением, что «мир придёт, когда у людей будет достаточно еды».
Когда он стоял и видел, как в мороз голодные японцы стоят в очереди за лапшой, ему пришла в голову идея: «создать такую еду, которая будет доступна всем, в любое время и в любом месте.»
25 августа 1958 года, после нескольких месяцев экспериментов, проводившихся методом проб и ошибок в поисках путей совершенствования метода флэш-жарки, 48-летний Андо выпустил на рынок первую упаковку готовой лапши быстрого приготовления. Оригинальный куриный вкус называется Chikin Ramen. Первоначально она считалась предметом роскоши, поскольку её цена составляла 35 ¥ (5,69 $ в пересчёте на 2019 год), что примерно в шесть раз превышало цену традиционной лапши удон и соба в то время. По состоянию на 2016 год Chikin Ramen все ещё продается в Японии и сейчас стоит около 120 ¥ (1,12 $), что составляет примерно треть цены самой дешёвой миски лапши в японском ресторане.
По данным The Financial Times, изобретение Андо лапши Cup Noodles в 1971 году в возрасте 61 года способствовало росту популярности лапши быстрого приготовления за рубежом. Он заметил, что американцы едят лапшу, разламывая её пополам, кладя в бумажный стаканчик и заливая горячей водой. Они также ели её вилкой, а не палочками. Андо решил усовершенствовать свой товар, придя к выводу, что стакан из пенопласта с дном, более узким, чем верхняя часть, будет идеальным сосудом для хранения лапши и сохранения её теплой. Тогда съесть лапшу будет так же просто, как открыть крышку, добавить горячей воды и подождать. Эта простота, эффективность и низкая цена лапши Cup Noodles в дальнейшем изменили судьбу компании Nissin.
Андо начал продажи своего самого известного продукта, лапши Cup Noodle, 18 сентября 1971 года, придумав водонепроницаемый контейнер из полистирола. Поскольку цены снизились, лапша быстрого приготовления вскоре стала процветающим бизнесом. В 2009 году мировой спрос достиг 98 миллиардов порций.
В 1972 году в префектуре Нагано, Япония, произошёл захват террористами заложников в горном пансионате «Асама-Сансо». Широкое освещение этого события, которое включало в себя передачу по национальному телевидению повторяющегося изображения сотрудников подразделения полиции по борьбе с беспорядками, поедающих лапшу, предположительно способствовало повышению осведомлённости населения о бренде.

## Личная жизнь и смерть
Когда после окончания Второй мировой войны Тайвань был передан Китайской Республике, Андо пришлось выбирать между тем, чтобы стать её гражданином, или остаться японским подданным. Он выбрал первое, чтобы сохранить свои родовые владения, поскольку все японские граждане должны были лишиться собственности на Тайване.
В 1966 году Андо стал натурализованным гражданином Японии через брак. Момофуку — это японское прочтение его тайваньского имени (百福; Пек-хок), а Андо (安藤) — фамилия его жены-японки.
Андо умер от сердечной недостаточности 5 января 2007 года в больнице Икеда, префектура Осака, в возрасте 96 лет. Его пережила его жена Масако, в браке с которой родилось трое детей: два сына и дочь.